# Maria Ewingová
Maria Louise Ewingová (27. března 1950 Detroit – 9. ledna 2022 tamtéž) byla americká operní zpěvačka, která zpívala jak sopránové, tak mezzosopránové role. Je známá jak zpěvem, tak hereckými výkony.

## Život a činnost
Narodila se v Detroitu ve státě Michigan v USA, jako nejmladší ze čtyř dcer. Studovala v Clevelandu v Ohiu a v New Yorku.
Ewingová debutovala v Metropolitní opeře v roce 1976 v Mozartově Figarově svatbě.
Její první evropské vystoupení bylo v La Scale v Miláně jako Mélisanda v Debussyho Pelleovi a Mélisandě. Do jejího repertoáru patří také role Carmen, Dorabella v Mozartově Cosi fan tutte, Straussovu Salome, titulní role v Monteverdiho L'incoronazione di Poppea, Marie v Bergově Wojckovi a Šostakovičově Lady Macbeth Mcenského újezdu.
Ewingová je zvláště známa pro svou citlivou interpretaci titulní roli Straussovy Salome, kde Oscar Wilde v jevištním návodu k původní hře uvádí, že na konci tzv. Tance sedmi závojů, Salome leží nahá u Herodových nohou. Na konci této části se Ewingová ocitla zcela nahá, na rozdíl od jiných zpěváků, kteří používali tělové punčochy.  Také zpívala v Dido a Aeneas Henryho Purcella.
Diskografie Ewingové zahrnuje videozáznamy Salome, L'incoronazione di Poppea a Carmen a audio verze Lady Macbeth Mcenského újezdu a Pelléas et Mélisande. Natočila také koncertní skladby Ravela, Berlioze a Debussyho a lidovou americkou píseň.
Existuje také DVD nahrávka její Rosiny v produkci Glyndebournského divadla Lazebníka sevilského (1982).
V roce 1982 se provdala za anglického divadelního režiséra Sira Petera Halla a během tohoto období byla formálně označována jako „Lady Hall“. Jejich dcera je herečka Rebecca Hallová. V roce 1990 se pár rozvedl. Od roku 2003 žila v anglickém Sussexu.